# René Sampaio
René Sampaio (Brasília, 26 de novembro de 1975), é um cineasta, empresário e publicitário brasileiro, casado com a atriz Bruna Spínola. 

## Biografia
Formado em Jornalismo e Publicidade pela Universidade de Brasília (UnB), é renomado e premiado em sua área, tendo recebido diversos prêmios como o Leão de Cannes, Sol de Ouro do Fiap, entre outros.
Atua desde o início dos anos 2000 com cinema publicitário e independente.
É dono e um dos diretores da produtora Barry Company.
Em 2000 lançou o curta Sinistro. O filme é até hoje um dos maiores laureados do Festival de Cinema de Brasília. Levou os candangos de melhor curta, direção e mais 5 outras categorias principais. Premiado também no Festival de Gramado, o filme ganhou mais de 15 outros prêmios em importantes festivais.
Em 2013 lançou seu primeiro longa-metragem, “Faroeste Caboclo”, baseado a música homônima da banda Legião Urbana. O filme foi premiado em sete categorias no Grande Prêmio do Cinema Brasileiro, incluindo Melhor Filme de Ficção e levou mais de 1.5 milhão de espectadores aos cinemas. O longa obteve reconhecimento internacional a partir da exibição na mostra oficial do Festival de Toronto (TIFF). Também foi selecionado para os festivais de Shangai (SIFF), Zurich (ZIFF), Estocolmo, Huelva, Bogotá, Miami (MIFF), Panamá (IFF), entre outros e recebeu o Prêmio Especial do Júri no Festival Internacional de Dallas. Venceu o 13o Grande Prêmio do Cinema Brasileiro (melhor filme de ficção e mais 6 categorias) e recebeu, ainda, o 10o Prêmio Fiesp 2014 do Cinema Brasileiro (Melhor Filme).
Para televisão, coproduziu e codirigiu a série de drama policial “Impuros” para o canal Star Premium. É a série de língua não-inglesa mais vista na plataforma de streaming na América Latina, rendendo inclusive uma indicação ao Emmy 2019 ao protagonista Raphael Logam. A série foi premiada também no Rio2c na categoria direção. Após o sucesso das três primeiras temporadas, encontram-se em gravação, simultaneamente, as temporadas 4 e 5. Também produziu e dirigiu “Amor ao Quadrado”; codirigiu a série de thriller  “Dupla Identidade”, ambas para a Rede Globo.  
Em 2018 gravou o longa metragem “Eduardo e Mônica”, baseado na canção homônima de Renato Russo, que estreou em 2022. É uma coprodução com a Globo Filmes e que estreou internacionalmente na mostra competitiva do Festival Internacional de Miami. Em 2020, o longa conquistou o prêmio de Melhor Filme no Festival de Edmonton (Canadá), que tem a tradição de selecionar filmes que futuramente serão candidatos ao Oscar de Melhor Filme Estrangeiro. Eduardo e Mônica foi escolhido para abrir a edição 2022 de um dos mais importantes festivais de cinema brasileiro no exterior, o Los Angeles Brazilian Film Festival (LABRFF), que acontecerá de 5 a 9 de novembro e comemorará os 15 anos do evento com o tema diversidade, para discutir a inclusão e o pertencimento. https://siterg.uol.com.br/cultura/2022/10/21/los-angeles-recebe-festival-de-filmes-brasileiros-veja-selecao/
Após entrar em cartaz em Portugal, França, EUA, Canadá e Uruguai, entre outros países, Eduardo e Mônica foi selecionado para o Brasil Summerfest, em Nova York, e foi finalista nas categorias Melhor Filme, Melhor Ator e Melhor Atriz do CCXP Awards.No Prêmio ABRA, concorreu a Melhor Roteiro Adaptado de Filme de Ficção. A estreia no streaming aconteceu ainda em 2022. Chegou a ser o título mais buscado no Vivo Play e entrou também no cardápio de outros serviços, como Globoplay, NOW, SKY, Google Play e Looke. 
1. ↑  http://nilrevista.com/de-volta-ao-faroeste-caboclo/
2. ↑  http://www.secom.unb.br/unbcliping/cp010809-02.htm

## Filmografia

### Televisão
| Ano       | Título                                 | Cargo    | Notas |
| --------- | -------------------------------------- | -------- | ----- |
| 2014      | Dupla Identidade                       | Diretor  |       |
| 2018-2024 | Impuros                                | Diretor  |       |
| 2020      | Bar Aberto                             | Produtor |       |
| 2020      | Replay: Novos Baianos - Acabou Chorare | Produtor |       |

### Cinema
| Ano  | Título           | Cargo   | Notas          |
| ---- | ---------------- | ------- | -------------- |
| 2000 | Sinistro         | Diretor | Curta-metragem |
| 2013 | Faroeste Caboclo | Diretor |                |
| 2022 | Eduardo e Mônica | Diretor |                |